# Interstate 405 (Washington)
Pour les articles homonymes, voir Interstate 405.
L'interstate 405 est une autoroute auxiliaire inter-États nord/sud de l'État de Washington. Elle contourne par l'est la plus grande ville de l'État, Seattle. Elle procure une alternative à l'I-5. Elle a une longueur de 28.3 miles (45.3 km) et dessert les villes de Renton, Bellevue, Kirkland et Bothell. L'I-405 se termine à la jonction de l'I-5 à Tukwila.
La route de l'est a été commencée au début du XXe siècle, reliant les villes entre elles, puis a été ajoutée au réseau d'autoroutes d'État en 1937. Dans les années 1940, le gouvernement propose un remplacement de cette route et de l'intégrer dans le réseau des Interstate. Cette route a été désignée SR 405 à ce moment avant d'être renommée I-405 en 1971, année de la fin de la construction.
Depuis, l'autoroute a été élargie avec des voies pour les HOV et les utilisateurs de péage. L'I-405 est l'une des autoroutes les plus congestionnées de Seattle.

## Description du trajet

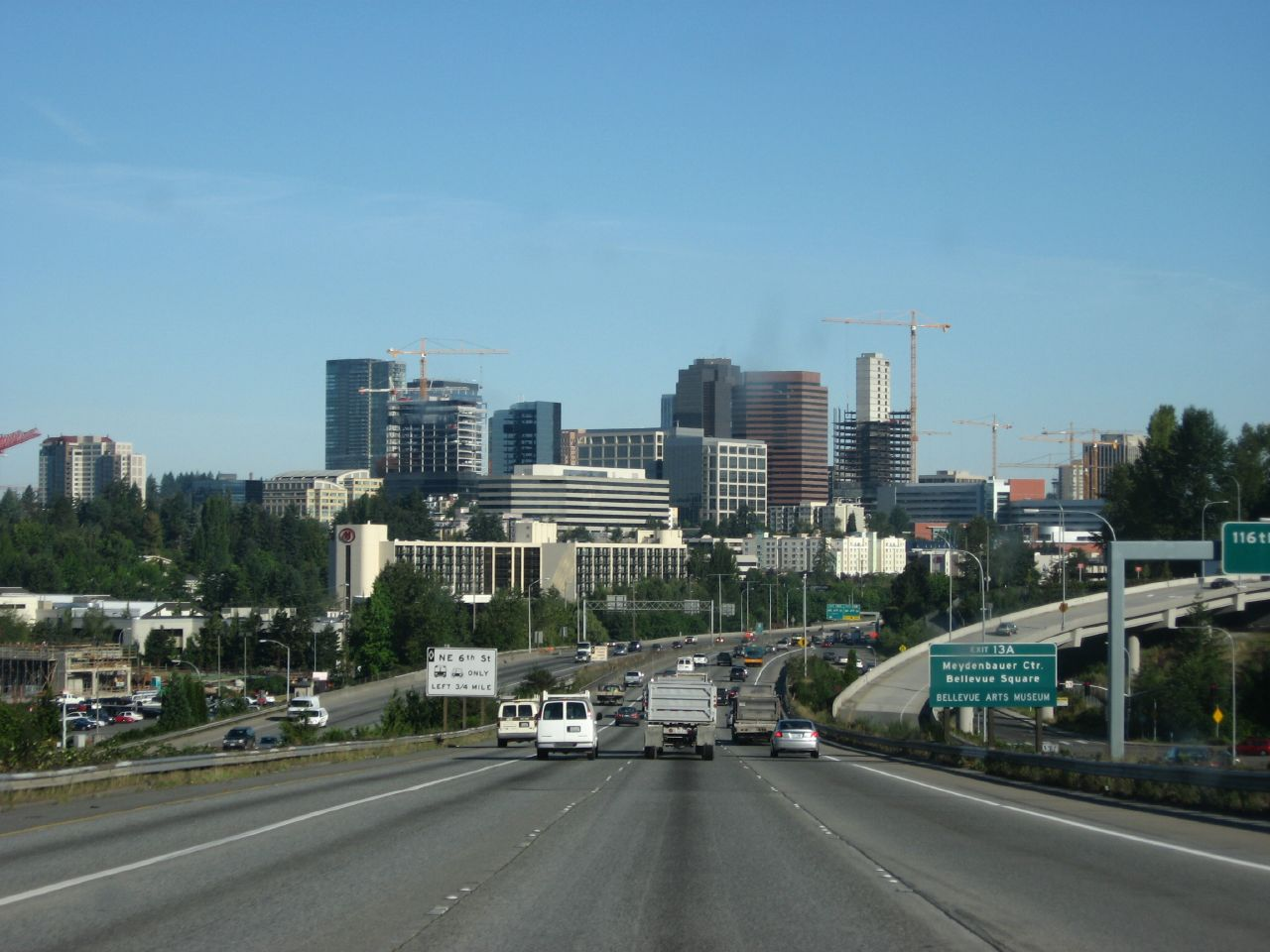
L'interstate 405 dans Bellevue, près de l'échangeur I-90/I-405.

L'I-405 est une autoroute nord/sud de 30 mile (48 km) qui sert de voie de contournement à l'I-5 à travers Seattle. Elle fait partie du National Highway System, un réseau de routes identifiées comme essentielles à l'économie, la défense et la mobilité.
L'autoroute est entretenue par le Washington State Department of Transportation (WSDOT), lequel conduit des études annuelles sur le volume de trafic qui s'exprime en débit journalier moyen annuel (DJMA), une mesure du trafic pour n'importe quel jour moyen de l'année. Le DJMA de l'I-405, en 2016, passe de 76 000 à son terminus sud jusqu'à un maximum de 209 000 au centre-ville de Bellevue. Environ 86% des voies de l'I-405 sont considérées comme "quotidiennement congestionnées" par le WSDOT et l'autoroute est responsable de 30% des délais dans la région de Seattle de 2013 à 2017.
L'autoroute dispose d'un système de voies pour les véhicules à haute occupation (HOV) de Tukwila au centre-ville de Bellevue qui deviennent des voies HOV à péage de Bellevue à Lynnwood. Ces voies sont accessibles via une série de points d'accès et de rampes directes le long de l'I-405. Les péages sont collectés automatiquement via des transpondeurs ou avec les plaques d'immatriculation. Les tarifs sont variables en fonction du jour et de l'heure, allant de 0,75 $ jusqu'à 10 $, avec gratuité les fins de semaines et les jours fériés.

## Liste des sorties
| Interstate 405                                                                       |              |       |       |        |                                                                            |                                                                                    |
| Comté                                                                                | Municipalité | mi    | km    | Sortie | Intersections / Destinations                                               | Notes                                                                              |
| King                                                                                 | Tukwila      | 0,00  | 0,00  | –      | SR 518 (en) ouest – Burien, Aéroport Seattle-Tacoma                        | Continue au-delà de l'I-5                                                          |
| King                                                                                 | Tukwila      | 0,00  | 0,00  | –      | I-5 – Seattle, Portland                                                    | Terminus sud                                                                       |
| King                                                                                 | Tukwila      | 0,34  | 0,55  | –      | Southcenter Boulevard – Southcenter Mall                                   | Sortie direction sud, entrée direction nord                                        |
| King                                                                                 | Tukwila      | 0,98  | 1,58  | 1      | SR 181 sud (West Valley Highway) – Tukwila                                 |                                                                                    |
| King                                                                                 | Renton       | 2,32  | 3,73  | 2      | SR 167 (en) (Rainier Avenue South) – Renton, Kent, Auburn                  | Indiqué sortie 2A (sud) et 2B (nord) en direction sud                              |
| King                                                                                 | Renton       | 2,79  | 4,49  | 3      | SR 515 (en) (Talbot Road South)                                            | Sortie direction sud, entrée direction nord                                        |
| King                                                                                 | Renton       | 4,00  | 6,44  | 4      | SR 169 (en) sud / SR 900 (en) ouest (Bronson Way) – Maple Valley, Enumclaw | Pas de sortie direction sud                                                        |
| King                                                                                 | Renton       | 4,50  | 7,24  | 4      | SR 169 (en) sud / SR 900 (en) ouest – Renton, Enumclaw                     | Terminus sud du multiplex avec SR 900; sortie direction sud, entrée direction nord |
| King                                                                                 | Renton       | 5,39  | 8,67  | 5      | SR 900 (en) est (Sunset Boulevard Northeast) / Park Avenue Nord – Issaquah | Terminus nord du multiplex avec SR 900                                             |
| King                                                                                 | Renton       | 6,48  | 10,43 | 6      | Northeast 30th Street                                                      |                                                                                    |
| King                                                                                 | Renton       | 7,44  | 11,97 | 7      | Northeast 44th Street                                                      |                                                                                    |
| King                                                                                 | Bellevue     | 9,23  | 14,85 | 9      | 112th Avenue Southeast – Newcastle                                         |                                                                                    |
| King                                                                                 | Bellevue     | 10,17 | 16,37 | 10     | Coal Creek Parkway / Factoria Boulevard Southeast                          |                                                                                    |
| King                                                                                 | Bellevue     | 11,06 | 17,80 | 11     | I-90 – Seattle, Spokane                                                    |                                                                                    |
| King                                                                                 | Bellevue     | 12,78 | 20,57 | 12     | Southeast 8th Street / 116th Avenue Northeast                              |                                                                                    |
| King                                                                                 | Bellevue     | 13,54 | 21,79 | 13A    | Northeast 4th Street                                                       |                                                                                    |
| King                                                                                 | Bellevue     | 13,68 | 22,02 | –      | Northeast 6th Street                                                       | Accès réservé aux HOV et péages                                                    |
| King                                                                                 | Bellevue     | 13,81 | 22,23 | 13B    | Northeast 8th Street                                                       |                                                                                    |
| King                                                                                 | Bellevue     | 14,84 | 23,88 | 14     | SR 520 (en) – Seattle, Redmond                                             |                                                                                    |
| King                                                                                 | Kirkland     | 17,43 | 28,05 | 17     | Northeast 70th Place                                                       |                                                                                    |
| King                                                                                 | Kirkland     | 18,11 | 29,15 | 18     | Northeast 80th Street – Kirkland                                           |                                                                                    |
| King                                                                                 | Kirkland     | 19,84 | 31,93 | 20A    | Northeast 116th Street                                                     | Sortie direction nord, entrée direction sud                                        |
| King                                                                                 | Kirkland     | 20,30 | 32,67 | 20B    | Northeast 124th Street / Totem Lake Boulevard                              | Indiqué sortie 20 direction sud                                                    |
| King                                                                                 | Kirkland     | 20,64 | 33,22 | –      | Northeast 128th Street                                                     | Accès réservé aux HOV et péages                                                    |
| King                                                                                 | Bothell      | 22,61 | 36,39 | 22     | Northeast 160th Street                                                     |                                                                                    |
| King                                                                                 | Bothell      | 23,53 | 37,87 | 23     | SR 522 (en) vers US 2 – Bothell, Kenmore, Woodinville                      | Indiqué sortie 23A (est) et 23B (ouest) en direction sud                           |
| King                                                                                 | Bothell      | 24,46 | 39,86 | 24     | Northeast 195th Street / Beardslee Boulevard                               |                                                                                    |
| Snohomish                                                                            | Bothell      | 26,73 | 43,02 | 26     | SR 527 (en) nord – Bothell, Mill Creek                                     |                                                                                    |
| Snohomish                                                                            | Lynnwood     | 30,30 | 48,76 | –      | I-5 – Lynnwood, Seattle, Everett, Vancouver (Canada)                       | Terminus nord                                                                      |
| Snohomish                                                                            | Lynnwood     | 30,30 | 48,76 | –      | SR 525 (en) nord – Mukilteo                                                | Continue au-delà de l'I-5                                                          |
| - Terminus de multiplex - Péage électronique - Accès incomplet - Transition de route |              |       |       |        |                                                                            |                                                                                    |